# Estação Guilherme da Silveira
Guilherme da Silveira é uma estação ferroviária administrada pela SuperVia no Rio de Janeiro. Esta estação está localizada no sub-bairro de Guilherme da Silveira, que pertence oficialmente ao bairro de Bangu, na Zona Oeste. Faz parte da Linha Santa Cruz.

## História

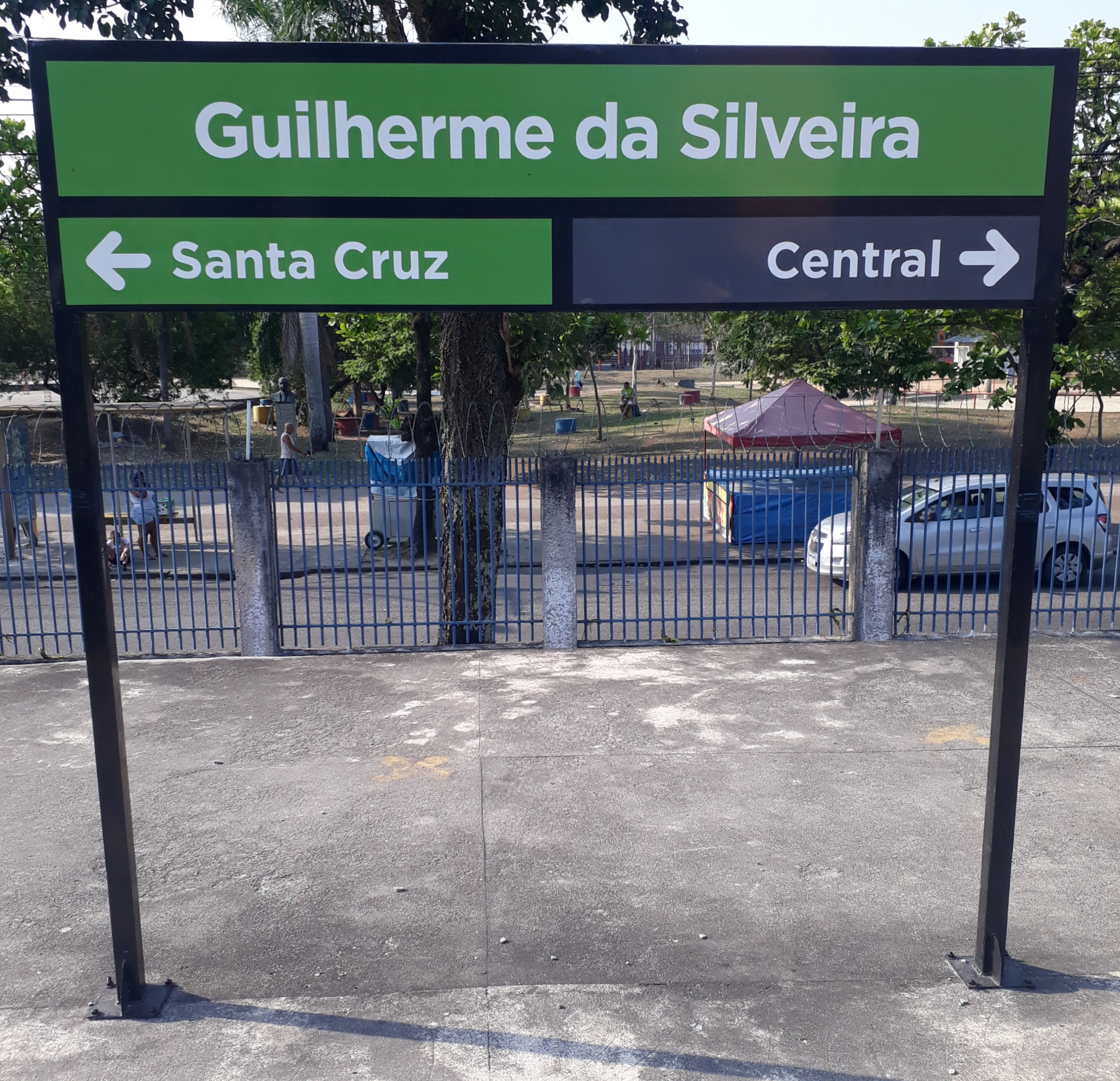
Placa Guilherme da Silveira

Foi aberta em 27 de novembro de 1948, pela Estrada de Ferro Central do Brasil e recebeu o nome de um antigo presidente da Companhia Progresso Industrial do Brasil. A estação foi construída visando atender ao Estádio Proletário Guilherme da Silveira, pertencente ao Bangu Atlético Clube, localizado em frente da mesma.
Apesar do crescimento da região, com a construção de um grande conjunto do Instituto de Aposentadorias e Pensões dos Industriários (IAPI) para 1400 famílias em Padre Miguel, a Central do Brasil não investiu na ampliação do funcionamento da estação (que até meados da década de 1960 funcionava apenas em dias de jogos do Bangu). Na manhã de 26 de fevereiro de 1960, milhares de passageiros insatisfeitos com a quebra de um trem depredaram as estações de Padre Miguel, Guilherme da Silveira, de Bangu e de Santíssimo. A turba só foi contida horas mais tarde por homens da Guarda Civil e do Exército. As depredações causaram prejuízos de 4 milhões de cruzeiros.
Em 1984 a estação foi transferida da RFFSA para a CBTU. Apesar de realizar levantamentos para reformar a estação na década de 1980, um projeto de remodelação da estação foi elaborado apenas em 1991. As obras foram contratadas em 1997, quando a CBTU já havia transferido a gestão dos trens urbanos do Rio de Janeiro para a Flumitrens. Realizadas pela empresa Estacon Engenharia, ao custo de R$ 21.366.565,92 (incluindo também obras nas estações Padre Miguel, Deodoro, Realengo, Ricardo de Albuquerque e Japeri), as obras foram inauguradas em 1999.

## Plataformas
- Plataforma 1A: Sentidos Santa Cruz, Campo Grande e Bangu
- Plataforma 2B: Sentido Central do Brasil